# Włodzimierz Sadalski
Włodzimierz Sadalski (né le 29 août 1949) est un joueur de volley-ball polonais. Il participe aux Jeux olympiques d'été de 1976. Lors de ces Jeux olympiques, il remporte la médaille d'or. Pendant la compétition, il joue les six matchs.

## Palmarès

### Jeux olympiques
- Jeux olympiques de 1976 à Montréal,  Canada
  -  Médaille d'or.